# سیناترا و شرکا
سیناترا و شرکا (انگلیسی: Sinatra & Company) آلبومی با صدای فرانک سیناترا است که در سال ۱۹۷۱ منتشر شد.